# Golf von Boothia

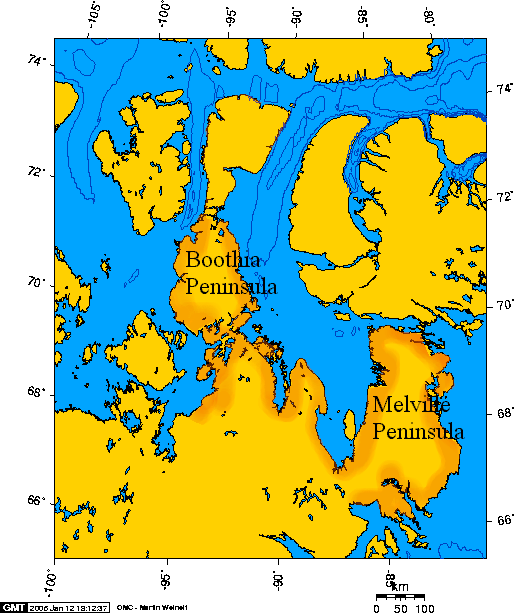
Golf von Boothia zwischen der Boothia- und Melville-Halbinsel gelegen

Der Golf von Boothia (englisch Gulf of Boothia) ist ein Gewässer im kanadischen Territorium Nunavut.
Der westliche Teil gehört zur Region Kitikmeot, während der östliche Teil zur Qikiqtaaluk-Region zählt. 
Der Golf von Boothia liegt zwischen der Baffininsel und der Boothia-Halbinsel. Des Weiteren wird er begrenzt von der Melville-Halbinsel und dem kanadischen Festland im Süden.
Nach Norden öffnet sich der Golf von Boothia zum Prince Regent Inlet. 
Die Fury-und-Hecla-Straße verbindet das Gewässer mit dem Foxe Basin. 
Die Bellotstraße stellt eine sehr schmale und oft zugefrorene Wasserstraße zwischen dem Golf von Boothia und dem Peel Sound sowie der Franklin Strait dar. 
Im Süden des Golfs von Boothia liegt die Committee Bay, im Südwesten die kleinere Pelly Bay.
Der Golf von Boothia hat eine Nord-Süd-Ausdehnung von etwa 300 km und eine Breite (Ost-West-Ausdehnung) von 130 bis 275 km.
Der Golf von Boothia wurde von dem schottischen Polarforscher John Ross nach Sir Felix Booth benannt, dem Geldgeber seiner zweiten Expedition zur Entdeckung der Nordwest-Passage.
Inseln im Golf von Boothia sind:
- Wales Island (1.137 km²)
- Crown Prince Frederik Island (401 km²)
- Astronomical-Society-Inseln